# Черталык (посёлок)
Черталык — поселок в Бузулукском районе Оренбургской области. Входит в состав сельского поселения Могутовский сельсовет.

## География
Находится на расстоянии примерно 36 километров по прямой на север от города Бузулук.

## Топоним
Посёлок назван по речке Черталык, наименование которой переводится как "Щучья".

## Население
Население составляло 94 человека в 2002 году (84% русские), 60 по переписи 2010 года.